# 波希米亞王冠領地
波希米亞王冠領地（德語：（是的縮寫））是中世紀和近代早期中歐的一些合併國家，由波希米亞國王統治下的封建關係聯繫在一起。王冠領地主要包括波希米亞王國（它是根據1356年金璽詔書確立的神聖羅馬帝國的選侯國）、摩拉維亞侯國、西里西亞公國、以及兩盧薩蒂亞（上盧薩蒂亞侯國和下盧薩蒂亞侯國）以及其歷史上的其他地區。這種名義上在波希米亞國王統治下的國家集合在歷史上被簡稱為波希米亞。他們現在有時在學術上被稱為捷克地域。

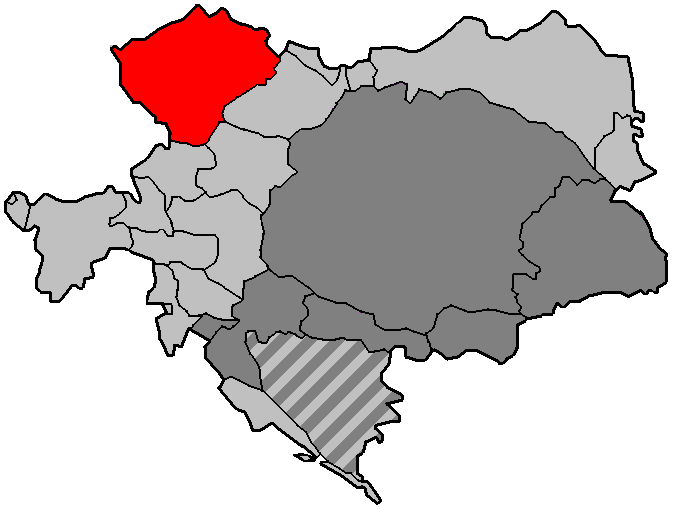
波希米亞在奧匈帝國的位置

波希米亞王冠領地（Corona regni Bohemiae）的聯合統治是發生在1526年斐迪南一世國王在位期間，此時波希米亞王冠領地成為了哈布斯堡君主國的組成部分。由於西里西亞戰爭，西里西亞的很大一部分在18世紀中葉脫硫了哈布斯堡，但其餘的土地都歸於奧地利帝國和奧匈帝國的內萊塔尼亞半部。到1918年捷克斯洛伐克宣布獨立時，剩餘的捷克地域成為捷克斯洛伐克第一共和國的一部分。
波希米亞王冠既不是個人聯盟，也不是平等成員的聯盟。相反，波希米亞王國的地位高於其他合併的組成國家。波希米亞王冠只有一些共同的國家機構，它們在18世紀瑪麗亞·特蕾莎女王領導下的哈布斯堡王朝中央集權改革中下沒能倖存下來。